# Kabarnet
Kabarnet est une ville du Kenya et le chef-lieu du comté de Baringo.
La ville compte 22 474 habitants en 2019.